# Djúpivogur
Djúpivogur (baie profonde en islandais) est une localité islandaise de la municipalité de Djúpavogshreppur située sur une péninsule à l'est de l'île, dans la région de l'Austurland. En 2011, le village comptait 352 habitants.

## Géographie
Djúpivogur est située sur le fjord Berufjörður. À quelques kilomètres se trouve l'île de Papey.

## Histoire
La ville a été créée le 1er octobre 1992 par la fusion des communautés rurales de Berunes, Buland et Geithellur.
Le site de Djúpivogur a été un poste de traite depuis 1589, date à laquelle des marchands de Hambourg ont obtenu des droits commerciaux.
La ville est célèbre pour la température la plus élevée jamais enregistrée en Islande en juin 1932: 30,5 degrés.

## Patrimoine naturel et architectural
Juste au-dessus du port se situe Langabuð, l'un des plus vieux magasins du pays (1790). C'est maintenant un musée et un office de tourisme.
On trouve au Sud-Ouest de Djúpivogur deux grandes lagunes, sanctuaires pour les oiseaux migrateurs. Au large, l'ile Papey est un autre sanctuaire pour les Eiders (et leur duvet) et les Macareux moines.